# Servizio Penitenziario Federale
Il Servizio penitenziario federale (in russo Федеральная служба исполнения наказаний?, Federal'naja služba ispolnenija nakazanij), noto anche attraverso l'acronimo FSIN (in russo ФСИН?), è un organo esecutivo del Ministero della giustizia russo responsabile per la gestione del sistema penitenziario russo.

## Storia
Quando la Russia aderì nel 1996 al Consiglio d'Europa tra le principali condizioni per l'adesione vi fu la richiesta di riformare il sistema giudiziario per adeguarlo agli standard internazionali; tra le richieste era espressa la necessità di trasferire le istituzioni per l'esecuzione delle pene dal Ministero degli affari interni al Ministero della giustizia. Tale trasferimento è stato completato il 31 agosto 1998.
Nel 2004 sotto la direzione del Ministero della giustizia è stato creato il Servizio penitenziario federale, che ha poi ottenuto giurisdizione anche sugli ospedali psichiatrici con osservazione intensiva.

## Direttori
- Jurij Kalinin (2004-2009)
- Aleksandr Rejmer (2009-2012)
- Gennadij Kornienko (2012-2019)
- Aleksandr Kalašnikov (2019-2021)
- Arkadij Gostev (dal 2021)